# 穆瓦里
穆瓦里（法語：Moiry，法語發音：[mwaʁi] ⓘ）是瑞士联邦西部法语区的沃州下设的一个镇。在行政上属于莫尔日区管辖。穆瓦里的总面积为6.67平方公里。截至2010年底，总人口为258。